# Стеван Книћанин
Стеван Петровић Книћанин (Кнић, 15. фебруар 1807 — Београд, 14. мај 1855) био је српски војвода, командант српских добровољаца у Војводству Србији за време Мађарске револуције 1848/49 и политичар.

## Живот
Стеван је узео презиме Петровић, по имену свог оца Петра Комадиновића, богатог гружанског трговца марвом. Надимак "Книћанин" му је дао кнез Милош Обреновић, код којег је био буљукбаша у гарди тзв. "кнежеви момци". Стекао га је по родном месту Книћу, крај Крагујевца. Из краја Груже су били и Книћанин и његов политички ривал Тома Вучић Перишић (из села Вучковице). За време владавине Милоша Обреновића, од 1835. године Книћанин је иако врло млад био начелник Јасеничког среза, а од 1839. године начелник Смедеревског округа. Пошто је подржао уставобранитеље, као један од организатора буне Томе Вучића Перишића, био је прогнан из Србије у периоду 1840—1841. Провео је годину дана и у изгнанству у Цариграду и Видину.
После пада са власти династије Обреновић, 1842. године уведен је под Карађорђевићима у Државни савет као члан. Поверена му је војна управа земље и брига за кнежеву сигурност. Кнез Александар Карађорђевић га је септембра 1843. године из чина мајора, унапредио у чин потпуковника. Книћанин је 1846. године као члан "Совјета" и потпуковник (по чину) био претплатник једне Вукове књиге. После свађе са Вучићем, на Петровданској скупштини јула 1848. године, дао је оставку. Залагао се да Србија активно помогне војвођанским Србима, а кад није успео, спремио се да лично пређе у Српско Војводство, у помоћ тамошњим Србима.
Од августа 1848. године Стеван Книћанин је командант српских добровољаца у Војводству Србији. Држао је неколико месеци војни логор ("стан") у банатском селу Томашевцу, где је добио две важне битке. После победа код Томашевца, Срби Панчевци су му поклонили шест-фунташки топ, са угравираним записом: „Срб јунаку Стефану П. Книћанину, благодарни панчевачки окружни одбор, за спомен-побједе томашевачке 23 нојеврија 1848.“ Истакао се он као војсковођа у биткама код Панчева, Томашевца, Мошорина и Вршца. Петар Петровић Његош му је због јунаштва и родољубља током рата послао Обилићеву медаљу, са писмом. Крајем јануара 1849. године постао је "народни генерал мајор" српског покрета у Угарској. Вратио се на позив кнеза Александра крајем фебруара 1849. године у Србију. На позив Патријарха српског Рајачића повратио се он у Војводство маја 1849, и учествовао у више тешких битака, до краја тог грађанског рата 1849. године. Повратак његов у Србију августа 1849. године на челу добровољачке трупе, био је тријумфалан, за њега се због својствене харизме, надалеко чуло и широм српства постао је омиљен и славан.
Српски кнез Александар шаље августа 1849. године Книћанину на дар сабљу вредну 300 дуката. На позив младог аустријског цара Франц Јозефа ишао је Книћанин, преко Загреба заједно са баном Јелачићем у Беч на поклоњење. Због заслуга за Аустрију добио је чин аустријског генерала. Током аудијенције на бечком двору, Книћанину је дат највиши орден царевине — Марије Терезије III степена. Хрватски бан Јелачић му је претходно у Загребу поклонио за успомену, позлаћену сребрну чашу. На једној страни чаше је било угравирано: "Јосиф Барон Јелачић Бузунски, свом бојном другу Стевану Петровићу Книћанину", а на другој страни само: "Панчево и Мошорин". Војвођански Срби су му поклонили дугу пушку са златном посветом, а "браћа Словени" Чеси одушевљени његовом личношћу - сребрну почасну сабљу и касету са два исто таква пиштоља. Био је дични Србин и "каваљер аустријског Леополдовог реда и руског реда Св. Ане". Од Турака добио је знамење "Нишан Ифтихара". У Србији је 1852. године добио је титулу војводе, од кнеза Александра Карађорђевића. До тада је титулу војводе у Србији имао само Тома Вучић Перишић. Био је витез крста Марије Терезије, највећег аустријског војничког ордена.
Више наших уметника и страних га је портретисало, а сачуван је и аутентични фото-снимак рад Анастаса Јовановића. Народ га је у много песама опевао, као великог Србина, мудрог и одважног вођу и стаситог заштитника, због показаних врлина — чојства и јунаштва.
```
"Фала Теби Книћанине Стево,
 Што отера Киша са Мориша". 
    (народна песма)
```

Книћанин је од 2. јануара 1849. године био "дописни члан" београдског Друштва српске словесности.
Доживео је мождани удар 1854. године, и од последица истог преминуо 1855. године у 48. години живота. Био је уважен на аустријском двору; од цара Франца Јозефа I је добио на поклон 2000 дуката, када је пред смрт полазио у бању Мехадију на лечење. Његов погреб је био догађај какав до тада није виђен у Београду, и о томе се дуго причало. Сахрањен је на Топчидерском гробљу, био је присутан кнез Александар са кнегињом Персидом, митрополит београдски Петар са многим свештеницима, чиновништво, војска, школе и доста другог света из Београда али и Војводине. По наређењу цара Франца Јозефа I присуствовала је депутација од осамдесет официра из свих пукова у Војводини. Највише му је захвалности и почасти од свих дало граничарско Панчево.
Стеван се два пута женио; из првог брака имао је сина Антонија, официра, и кћи Станију, удату за официра Прокића, а из другог брака малог сина Андрију (који је изгубио оца са две године живота).
Село Книћанин у Војводини је добило име по њему, а постоји у више места у Србији, међу којима у Крагујевцу улица која се зове „Стеве Книћанина”.

## Галерија
- Пиштољи и сабље војводе Стевана Книћанина
- Горња пушка, поклон Бечког двора Стеван Книћанину за заслуге у Мађарској револуцији 1848. године
- Гроб Стефана Книћанина на Топчидерском гробљу у Београду. Раније је гроб био на старом гробљу код цркве Светог Марка, Ташмајдански парк
- Гроб Стевана Книћанина, парцела 2, југо-источно од олтара цркве